# Arogno
Arogno est une commune suisse du canton du Tessin.

Photo aérienne prise à 2000 m par Walter Mittelholzer (1919).

## Monuments et curiosités
L'église paroissiale Santo Stefano est un édifice de style baroque construit en 1638. Son abside date de p1839. Dans le chœur on trouve un maître-autel néo-classique et un tabernacle mural de style Renaissance du début du XVIe s. La coupole est ornée de fresques du XVIIIe s.
Au nord, la chapelle de la Madone du Rosaire est ornée de stucs et la chapelle Saint-Antoine est décorée de fresques en trompe-l'œil datant de 1730.
Près de l'église se trouve un ossuaire de style baroque.
À 2 km du village en direction de Rovio se tient l'église San Michele d'origine romane, transformée à l'époque baroque.